# Entertainer
"Entertainer" é uma canção gravada pelo cantor e compositor inglês Zayn. A faixa foi escrita pelo próprio Zayn junto com Iliana Nedialkova, Henrique Andrade e Alexandre Bursztyn, sendo os dois últimos também o produtor e co-produtor respectivamente. A canção foi lançada pela RCA Records em 23 de maio de 2018, como o terceiro single do futuro segundo álbum de estúdio de Zayn, Icarus Falls (2018) .

## Lançamento
Zayn disponibilizou um teaser da canção no dia anterior ao seu lançamento oficial com um teaser críptico do vídeo disponibilizado em sua conta no Twitter. Mais tarde,  Malik twittou um gif do vídeo e a indicação do single anterior de Malik, "Let Me", no aplicativo Shazam para desbloquear um teaser exclusivo do videoclipe antes de sua estréia oficial. Um dia depois, em 23 de maio de 2018, o single foi lançado juntamente com seu videoclipe. A faixa estreou no programa de rádio da Apple Music Beats 1, como a Canção Mundial do dia. Ele também falou sobre seu futuro segundo álbum de estúdio e shows.

## Videoclipe
O videoclipe da canção continua a história contada nos videos de "Dusk Till Dawn" e "Let Me", e conta com a participação do ator cubano-americano Steven Bauer e da modelo do Instagram Sofia Jamora. A revista Billboard chamou o vídeo de "sedutor".